# Marco Lolio
Marco Lolio  (m. 2 a. C.) fue un político y militar romano que desarrolló su cursus honorum durante el gobierno de Augusto. Debido a que no se conoce nada acerca de sus antepasados, se ha concluido que fue un homo novus, es decir, el primero de su familia en obtener un cargo público de importancia.

## Carrera
Se sabe que Lolio fue gobernador de la recién creada provincia de Galacia, en Anatolia, la actual Turquía. Se desconocen los méritos que tenía antes de que se le asignara tan importante cargo, pero según las leyes romanas debió haber sido cuestor, edil o tribuno y pretor. 
Galacia había sido gobernada por el rey Deyótaro y su hijo Amintas, pero al morir ambos, Augusto decidió anexar su territorio al Imperio romano. Lolio se encontró con la tarea de convencer al pueblo de Galacia que se les uniera pacíficamente. Después de lograr su cometido, el ejército de Galacia se convirtió en la Legio XXII Deiotariana.
Debido a su excelente trabajo en Anatolia, Lolio fue elegido cónsul en 21 a. C. La elección del otro cónsul dio origen a disturbios, y el emperador Augusto envió a su amigo Marco Vipsanio Agripa a restaurar el orden en Roma. Debido a que lo más natural era que esta tarea fuera asignada a Lolio, se ha deducido que el emperador no tenía mucha confianza en el nuevo cónsul.
Sin embargo, Lolio siguió demostrando a los romanos sus cualidades. En los años 19 y 18 a. C., venció a una tribu tracia, esta vez como gobernador de Macedonia.
Entre los años 17 y 16 a. C. fue gobernador de la Galia Bélgica. La tribu germana de los sicambrios lo derrotó en el valle del río Mosa en la llamada clades Lolliana y, puesto que el estandarte del águila dorada de la Legio V Alaudae se perdió durante la batalla, este hecho fue considerado en Roma una humillación y el prestigio de Lolio bajó considerablemente.

## Tutor de Cayo César
Marginado de la vida militar, Lolio siguió siendo amigo de Augusto. El emperador le asignó como tutor de su posible sucesor el joven Cayo César. Desde el año 1 a. C., Lolio y el joven príncipe salieron a recorrer las provincias del este del imperio, y las relaciones entre ellos se fueron deteriorando. En la isla de Rodas, Cayo César visitó a su tío Tiberio, que se había exiliado voluntariamente porque le era antipático al emperador. Al parecer se produjo una discusión entre los dos familiares, candidatos ambos a suceder a Augusto, y se rumoreó que Lolio fue responsable del altercado. 
La gira del príncipe se vio interrumpida cuando estalló una terrible pelea con Lolio, y Cayo César lo denunció ante el emperador. Lolio murió a los pocos días, corriendo el rumor de que se había envenenado para evitar un humillante castigo, aunque lo más probable fue que falleciera por causas naturales.

## Personalidad y descendencia
La personalidad de Lolio no es muy clara, ya que las distintas fuentes se suelen contradecir. Por ejemplo, el poeta Horacio se refiere a él como un hombre que estaba por encima de la avaricia, mientras que Veleyo Patérculo y Plinio el Viejo lo catalogan de codicioso. 
La nieta de Lolio, Lolia Paulina, estuvo casada durante un año con el emperador Calígula, quien luego la repudió.